# Comuna de Poddębice
Poddębice (polaco: Gmina Poddębice) é uma gminy (comuna) na Polónia, na voivodia de Lodz e no condado de Poddębicki. A sede do condado é a cidade de Poddębice.
De acordo com os censos de 2004, a comuna tem 15 994 habitantes, com uma densidade 71,2 hab/km².

## Área
Estende-se por uma área de 224,66 km², incluindo:
- área agricola: 69%
- área florestal: 23%

## Demografia
Dados de 30 de Junho de 2004:
|                      | Total   | Total | Mulheres | Mulheres | Homens  | Homens |
| -------------------- | ------- | ----- | -------- | -------- | ------- | ------ |
|                      | pessoas | %     | pessoas  | %        | pessoas | %      |
| População            | 15 994  | 100   | 8215     | 51,4     | 7779    | 48,6   |
| Densidade (pop./km²) | 71,2    | 100   | 36,6     | 36,6     | 34,6    | 34,6   |

De acordo com dados de 2002, o rendimento médio per capita ascendia a 1153,61 zł.